# Вилла Боргезе

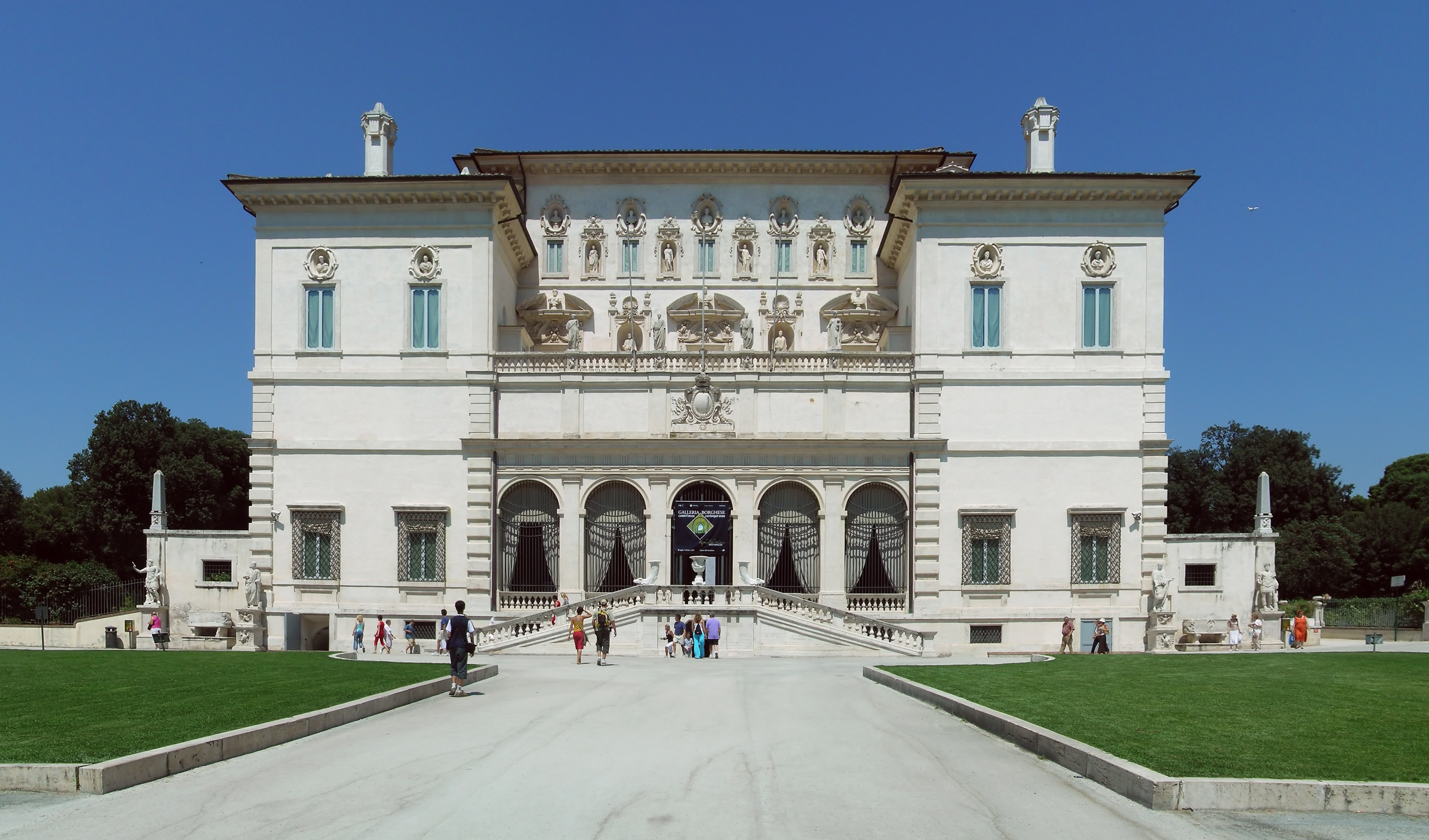
Малый дворец (Palazzina). Главный фасад. 1633

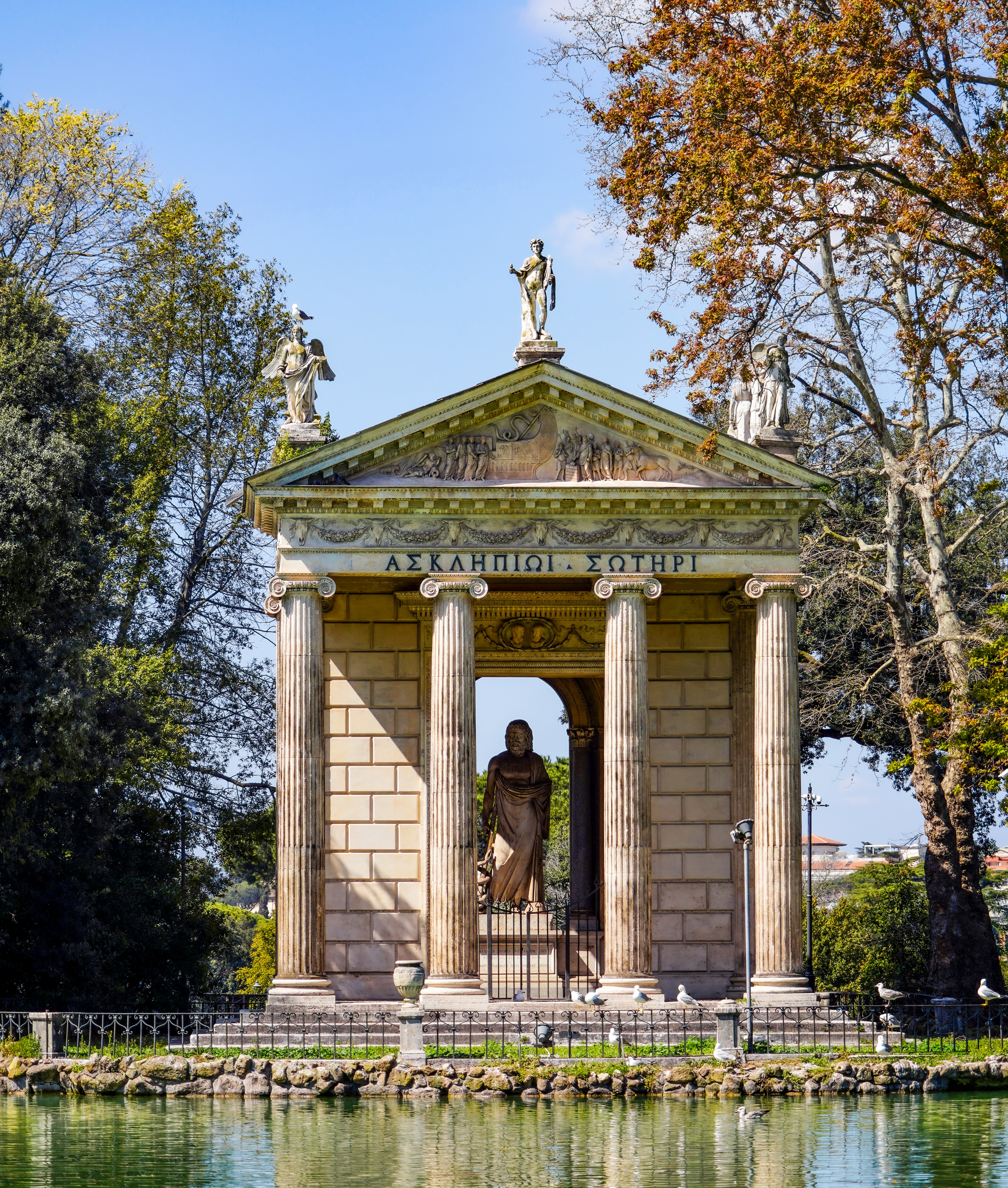
Храм Эскулапа на озере в парке Виллы Боргезе. Архитекторы А. и М. Аспруччи. 1785—1790

Вилла Боргезе (итал. Villa Borghese) — римский ландшафтный парк в пейзажном стиле в районе Париоли (Parioli), занимающий холм Пинчо. Парк Боргезе охватывает огромную территорию в центре города (80 гектаров или 148 акров) между частью стен Аврелиана, улицей Фламиниа, Пьяцца-дель-Пополо (Piazza del Popolo) и новыми районами Саларио и Пинчано, построенными в начале XX века. Это третий по величине общественный парк в Риме после парков виллы Дориа-Памфили и виллы Ада. Один вход осуществляется с южной стороны через Виа Венето и ворота Аврелиановой стены (Порта Пинчиана) с пилонами, на которых установлены орлы (герб семейства Боргезе), другой, с Запада, — через Портал на Пьяццале Фламинио, построенный в неоклассическом стиле в 1825 году (архитектор Луиджи Канина).
Это одна из самых богатых художественными и ландшафтными памятниками римских вилл. На вилле Боргезе находятся здания, скульптуры, фонтаны в окружении вековых деревьев, прудов, итальянских садов и больших свободных пространств.
На территории современного парка Виллы Боргезе расположено множество исторических зданий и организаций: собственно вилла Боргезе, или «малый дворец» (Palazzina), знаменитая своей художественной галереей. 
В садах Боргезе также находятся памятники садово-парковой архитектуры XVIII—XIX веков: Храм Эскулапа на островке посреди озера, «Средневековый замок», круглый «Храм Дианы», «Египетские ворота», «Храм Антония и Фаустины», «Парк Дианы», Казино Рафаэля, Казино дель Грациано, Казино Джустиниани с секретными садами, восстановленными в соответствии с первоначальной планировкой XVII века, Павильон часов (Casino dell’Orologio). Рядом с площадью Сиены построен большой круглый театральный павильон «Глобус» имени Сильвано Тоти, созданный по образцу шекспировского театра в Лондоне, Дом-музей Пьетро Каноника, скульптора, художника, композитора, Музей Карло Билотти с коллекцией и временными выставками современного искусства. Также есть оранжерея, стадион, зоологический сад, имеется даже памятник А. С. Пушкину (с 2000 года) и многое другое. Из-за особой концентрации музеев и культурных институтов виллу называют «Музейным парком».
К садам виллы Боргезе примыкают сады виллы Джулия, в которых расположены: Национальный музей вилла Джулия с экспозицией культуры древних этрусков, Национальная галерея современного искусства (Galleria Nazionale d’Arte Moderna), Британская академия искусств (Scuola Britannica d’Arte), Архитектурный факультет Римского университета, Бельгийский институт, Австрийский институт, Шведский и Голландский институты.

## История

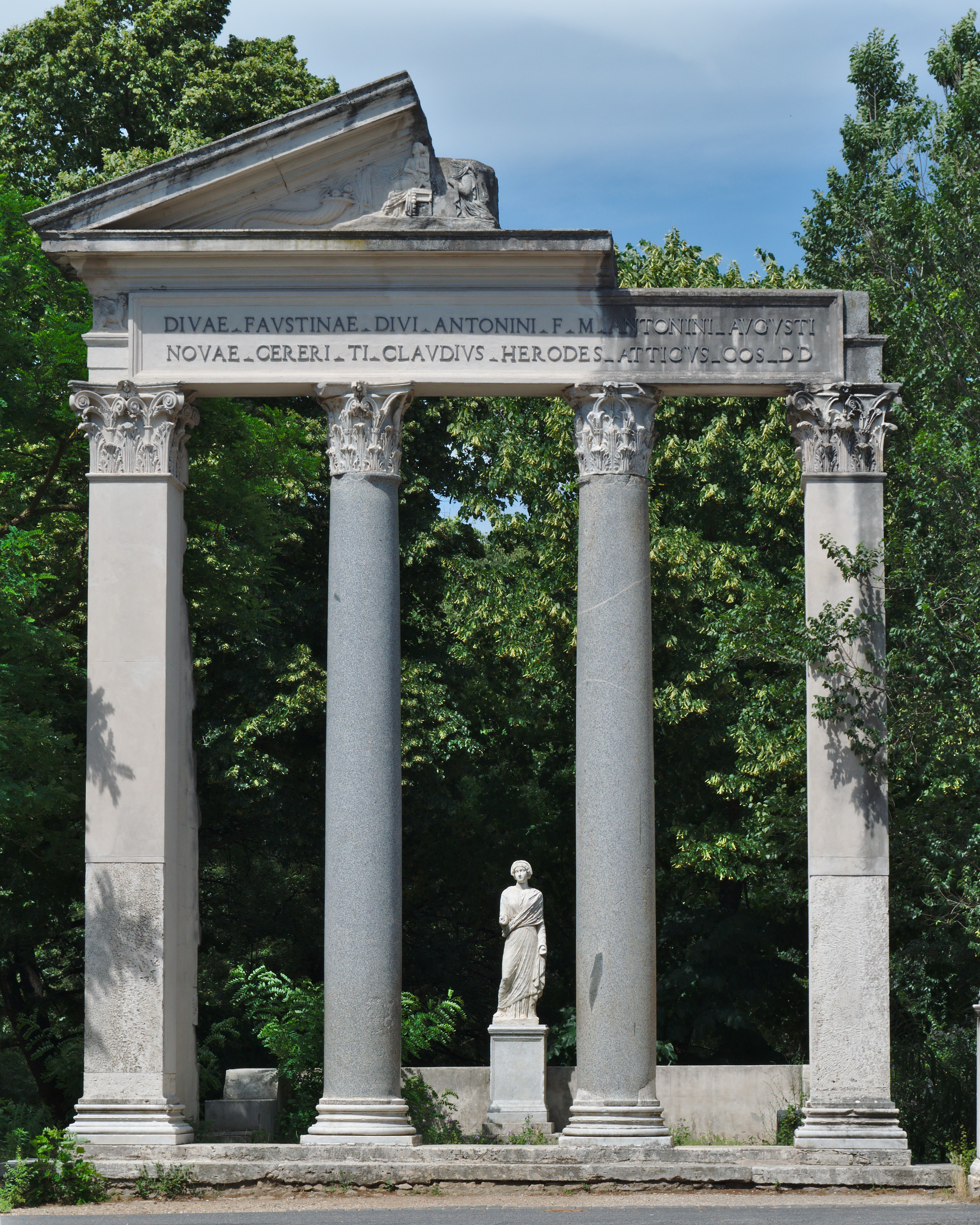
Храм Антонина и Фаустины. Архитектор Луиджи Канина. 1826

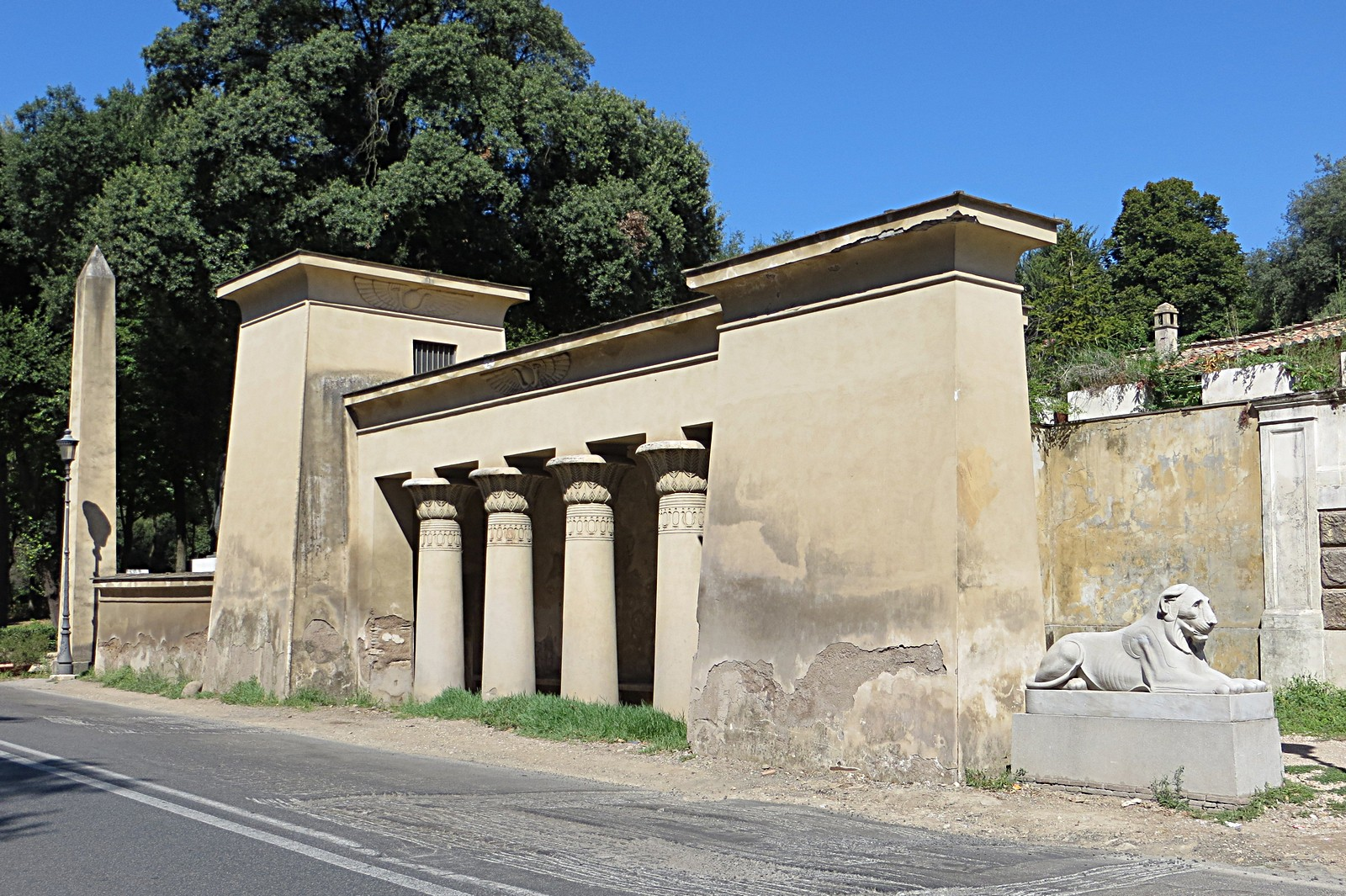
Египетские пропилеи. Архитектор Луиджи Канина. 1826

Парк. Памятник А. С. Пушкину. Установлен в 2000 году

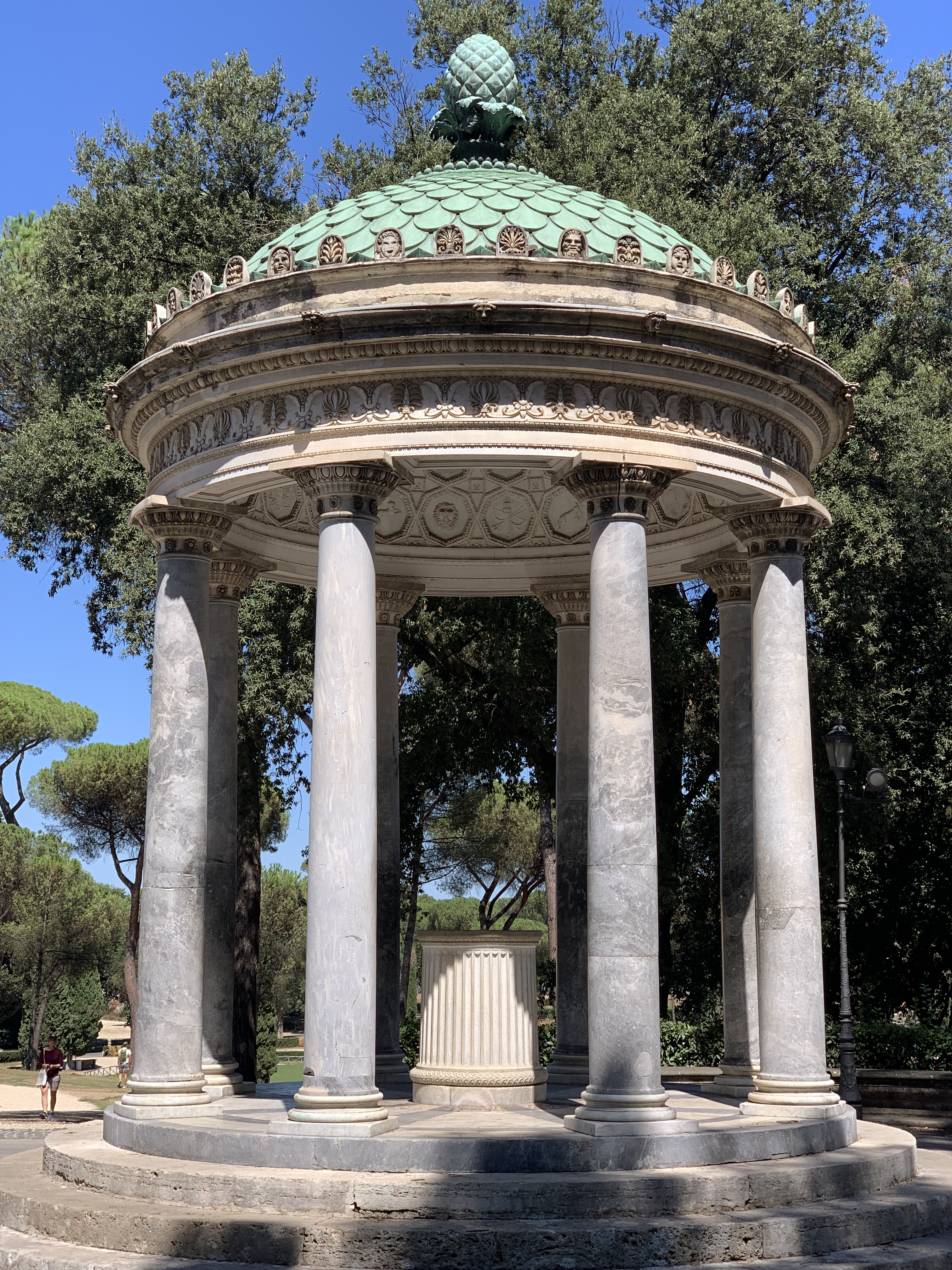
Ротонда (Храм Дианы). Архитектор Луиджи Канина. 1826

Семья Боргезе стала особенно известной в Италии в XV веке. В 1433 году император Сигизмунд даровал Агостино Боргезе привилегии и герб в виде орла, изображение которого красуется на воротах и порталах виллы. В XVI веке члены семьи Боргезе поселились в Риме. Камилло Боргезе с 1596 года был кардиналом, а в 1605—1621 годах — Папой римским под именем Павла V. Семья имела несколько домов в Риме, а в 1609 году кардинал Шипионе Каффарелли Боргезе, племянник Папы, приобрёл Палаццо (ныне Палаццо Торлониа на Via Conciliazione) близ площади Св. Петра, в котором разместил свои художественные коллекции.
Строительство Виллы Пинчиана (Villa Pinciana) было начато в 1606 году возведением Казино Нобиле («Благородного дома») на месте бывших виноградников на холме Пинчо (территория уже принадлежавшая семье Боргезе), прокладкой дорог и аллей (другое Казино Нобиле находится на вилле Торлониа). В качестве образца были указаны древнеримские виллы. Руководство строительными работами было поручено архитекторам Фламинио Понцио и Джованни Вазанцио.
Со смертью его дяди-понтифика в 1621 году влияние кардинала Шипионе снизилось, однако он продолжал заботиться о своей вилле, постепенно увеличивая коллекции. Шипионе Боргезе сделал своё собрание произведений искусства фидеокомиссным (неотчуждаемым посторонними лицами помимо наследования).
Шипионе Боргезе разбил парк, который повелел украсить античными статуями. Особенное восхищение путешественников вызывал «Боргезский борец», проданный в 1807 году вместе с прочими антиками Наполеону Бонапарту.
После смерти кардинала в 1633 году основное здание виллы (Palazzina, или Casino nobile) в течение нескольких лет было достроено в палладианском стиле по трёхчастной схеме с аркадой первого этажа и открытой галереей второго. Архитектуру виллы Боргезе часто сравнивают с похожими зданиями Виллы Медичи и Виллы Дориа-Памфили.
Вокруг здания располагались мраморные статуи, фонтаны и парк, разделенный на «городскую» (pars urbano) и «сельскую» (pars rustica) части. Первая была распланирована в регулярном (геометрическом) стиле, а вторая, с обширными участками сельской местности, была предназначена для охоты и прогулок в естественной обстановке.
В 1766 году принц Маркантонио IV Боргезе (1730—1800) предпринял работы по перестройке основных зданий и парка. Работами руководили архитекторы Антонио и Марио Аспруччи, а также многие художники: живописцы, лепщики-декораторы, и садоводы. Интерьеры были перестроены в стиле неоклассицизма. Росписи осуществляли М. Росси, Т. Конка, К. Унтербергер, А. фон Марон, Г. Гамильтон, П. А. Новелли и другие. На искусственном островке посреди озера, расположенного в «Саду озера» (Giardino del Lago) по проекту отца и сына Антонио и Марио Аспруччи в 1785—1790 годах возвели Храм Эскулапа (Tempio di Esculapio) в подражание древнегреческому простилю. Вначале планировалось построить только архитектурный проспект для размещения статуи Эскулапа, обнаруженной возле руин мавзолея Августа, но затем было принято решение построить небольшой храм. На архитраве помещена надпись по-гречески: «Ασκληπιωι Σωτηρι» (Асклепию Спасителю).
Сын Маркантонио Боргезе Камилло был якобинцем и женился на Паолине Бонапарт, сестре Наполеона (позднее Камилло сыграл неблаговидную роль в продаже Наполеону для парижского Лувра многих выдающихся произведений из семейной коллекции).
В 1826 году неоклассический архитектор и археолог Луиджи Канина из Турина осуществлял перестройку старых и возведение новых парковых павильонов, заведовал работами по реставрации старых построек. Он возвёл новые монументальные неоклассические пропилеи виллы со стороны площади Фламинио (1827), перестроил Казино Вануцци (Casino Vagnuzzi) за Порта-дель-Пополо в египетском стиле (не путать с воротами на Пьяцца-дель-Пополо), реконструировал фонтаны парка: Аква Феликс, фонтан Морских коней, а также Храм Дианы, Храм Антонина и Фаустины.
В XIX веке большая часть парка была оформлена в пейзажном английском стиле. Одной из хозяек усадьбы в то время была Елена Боргезе, урождённая Аппоньи, внучка русского сановника А. Х. Бенкендорфа.
Балы и праздники, которые устраивали на своей вилле князья Боргезе, были хорошо известны римлянам, вилла была открыта для праздничных прогулок в соответствии с традицией, которая сохраняется и по сей день.
После объединения Италии в 1870-х годах между семьёй Боргезе и итальянским государством разгорелся спор о владении виллой, и в конце долгих судебных тяжб государство в 1901 году приобрело весь комплекс сооружений и парков. В 1903 году парк Виллы Боргезе был продан муниципалитету Рима и открыт для публики. В акте купли-продажи государство сохранило за собой право собственности на «Casino nobile» и содержащуюся в нём художественную коллекцию с целью превратить её в публичный музей.
С 1904 года на аллеях парка устанавливали памятники, посвященные выдающимся деятелям, писателям, иностранным деятелям культуры: королю Италии Умберто I, И. В. Гёте, В. Гюго, лорду Байрону, А. С. Пушкину, Н. В. Гоголю, персидскому поэту Фирдоуси и др.
В период с сентября 2013 года по апрель 2014 года были проведены работы по восстановлению пруда в Джардино-дель-Лаго и ремонтные работы в храме Эскулапа.
В июле 2015 года в нижней части музея Пьетро Каноника был открыт «Депозитарий скульптур на вилле Боргезе», новое выставочное пространство, в котором хранится около 80 работ, в основном из коллекции Боргезе, первоначально размещенных на площадях и проспектах виллы.